# 472
472（四百七十二、よんひゃくななじゅうに）は自然数、また整数において、471の次で473の前の数である。

## 性質
- 472は合成数であり、約数は 1, 2, 4, 8, 59, 118, 236, 472 である。
  - 約数の和は900。
    - 約数の和が平方数になる25番目の数である。1つ前は400、次は497。
- 偶数のノントーティエントである。
- 各位の和が13になる38番目の数である。1つ前は463、次は481。
- 472 = 22 + 122 + 182 = 62 + 62 + 202
  - 3つの平方数の和2通りで表せる110番目の数である。1つ前は468、次は478。(オンライン整数列大辞典の数列 A025322)
  - 472 = 22 + 122 + 182
    - 異なる3つの平方数の和1通りで表せる120番目の数である。1つ前は466、次は480。(オンライン整数列大辞典の数列 A025339)
- 472 = 13 + 43 + 43 + 73
  - 4つの正の数の立方数の和で表せる116番目の数である。1つ前は470、次は474。(オンライン整数列大辞典の数列 A003327)
- 472 = 23 × 59
  - p3 × q の形で表せる24番目の数である。1つ前は459、次は488。(オンライン整数列大辞典の数列 A065036)

## その他 472 に関連すること
- 西暦472年
- 紀元前472年
- 国鉄モハ472形電車
- ダッカ日航機ハイジャック事件（日本航空472便事件とも）
- LST-472 (USS LST-472) は、アメリカ海軍の戦車揚陸艦。